# Križaljka
 Ovo je glavno značenje pojma Križaljka. Za druga značenja pogledajte Križaljka (razdvojba).
Rješavanje križaljki jedna je od najraširenijih igara na svijetu. Prva križaljka pojavila se u Velikoj Britaniji tijekom 20. stoljeća. Bila je općenita, podijeljena poljima i skupinama riječi koje su se međusobno križale okomito i vodoravno. Križaljke su se tiskale u dječjim knjigama i različitim periodičnim izdanjima.
Prvo znano izdanje današnje križaljke kreirao je novinar Arthur Wynne iz Liverpoola, stekavši naslov prvog kreatora ove popularne svjetske igre. Prva križaljka pojavila se 21. prosinca 1913. godine u nedjeljnom izdanju američkih novina New York World. Wynnova križaljka razlikuje se od današnjih križaljki, jer one u ovom obliku nemaju crna polja. Tijekom ranih dvadesetih godina 20. stoljeća drugi izdavači novina počeli su u svojim izdanjima tiskati križaljke. U ovom razdoblju križaljka je poprimila svoj karakterističan oblik. 
Deset godina kasnije križaljka je iz SAD-a prešla Atlantik i osvojila Europu. 
Prvo pojavljivanje križaljke u britanskim izdanjima bilo je u časopisu Pearson's Magazine u veljači 1922., a prva Timesova križaljka tiskana je 1. veljače 1930. Nikola Faller autor je prve hrvatske križaljke (unakrštaljke), objavljene u Pariškoj modi 1. ožujka 1925.
Britanski sastavljači ubrzo su razvili nove uzorke, koji su bili bitno različiti od američkih. Jedan od njih je i kriptogramna križaljka, koja je postala vrlo popularna. Pravila sastavljanja i rješavanja za kriptogramku dali su A. F. Ritchie i D. S. Macnutt. 
Sastavljači križaljki mogu "vidjeti" složene riječi u zadanom liku križaljke i tako stvoriti stotine jedinstvenih umotvorina. 

## Vrste
Križaljke se razlikuju po načinu postavljanja za rješavanje. Evo nekoliko oblika križaljki:
Standardne križaljke različite po načinu postavke: 
- Klasična križaljka – pravokutnog ili rjeđe kvadratnog oblika, s unutarnjim ili vanjskim obrojčenjem, izdvojenih opisa. Pojmovi su obrojčeni u poljima od kojeg kreće pojam ili se doda jedan red i jedna kolona pa se obrojčavanje vrši u crnim poljima.
- Talijanka – crna polja nisu unijeta u dijagram tako da rješavač, pored upisivanja traženih riječi, mora otkriti i ucrtati položaj crnih polja. Opisi se pišu za svaki red i svaku kolonu, razdvojeni crticom a na kraju opisa stoji broj crnih polja u datom redu ili koloni.
- Skandinavka – opisi nisu izdvojeni, već su upisani u samu križaljku na mjestima crnih polja, ili u rubnim opisnim poljima (dodatnom redu i dodatnoj koloni na gornjoj i lijevoj strani dijagrama. Ova križaljka je najpopularnija na području Hrvatske i Jugoistočnoj Europi.
- Švicarska križaljka – umjesto crnih polja, riječi unutar lika se razdvajaju „prečkama“, (debelim crnim linijama), pa su tako iskorišteni svi kvadratići unutar lika.
- Slogovna križaljka – u ćelije lika se upisuju slogovi, a ne pojedinačna slova.

Križaljke bez opisa, za njihovo rješavanje nije potrebito znanje:
- Brojčana – ova križaljka nema opise, a sva polja su numerirana. U križaljku se upisuje jedan ili dva osnovna pojma i slova u tim riječima se numeriraju, odnosno svako slovo dobije svoj broj. Po pravilu da svakom broju odgovara određeno slovo, križaljka se rješava zamjenom svih brojeva odgovarajućim slovima.
- Kriptogramna križaljka – slična je brojčanoj s tim da svakom broju odgovaraju po tri slova, što znači da ne postoji jednoznačan odnos brojeva i slova kao u brojčanoj križaljki. Od ta tri slova dva su unaprijed data, a treće nepoznato se dobiva odgonetanjem osnovnog pojma (ili osnovnih pojmova) križaljke.
- Mozaična križaljka – kod ove križaljke dana su samo rješenja (obično poredana po abecedi), a rješavač mora pronaći njihova mjesta u dijagramu i upisati ih.
- Domino križaljka (slagalica) – križaljka bez opisa u kojoj su zadani kvadratni ili pravokutni isječci ispunjenog lika (slični domino-pločicama), a rješavač mora da ih složi u lik da bi dobio korektnu križaljku.

Postoje i drugi načini postavljanja križaljki kako bi se otežalo ili usporilo njihovo rješavanje. Primjerice, kombinirani način: za vodoravne pojmove nudi se opis kao kod klasične, a za vertikalne spisak riječi poredan po abecedi ili dužini kao kod mozaične križaljke. drugi primjer je takozvane kaos križaljke kod koje su opisi samo nabrojani, bez numeriranja, tako da rješavač ne samo da mora znati pojam koji je opisan nego mora i pronaći njegovo mjesto u liku križaljke. 